# Michael Bowes-Lyon, 18. Earl of Strathmore and Kinghorne
Michael Fergus Bowes-Lyon, 18. Earl of Strathmore and Kinghorne (* 7. Juni 1957; † 27. Februar 2016 in London) war ein britischer Politiker und Heeresoffizier.
Bowes-Lyon war der einzige Sohn von Michael Bowes-Lyon, 17. Earl of Strathmore and Kinghorne (1928–1987) und seiner (seit 1956) Ehefrau Mary Pamela McCorquodale (* 1932). Er war ein Großneffe der verstorbenen britischen Königinmutter Elizabeth Bowes-Lyon, seit 2012 in dritter Ehe verheiratet und Vater von insgesamt vier Kindern.
Seine Bildung und Ausbildung erhielt er an der Sunningdale School, Eton, der University of Aberdeen und der Royal Military Academy Sandhurst. Bei den Scots Guards gelangte er in den Rang eines Captains.
Mit dem Tod seines Vaters 1987 erbte Bowes-Lyon die Earlswürde und den damals damit verbundenen Sitz im House of Lords, aus dem er 1999 infolge des House of Lords Act 1999 ausschied. Während seiner Zeit im House of Lords war er von 1991 bis 1994 Captain of the Yeomen of the Guard, also stellvertretender Fraktionsvorsitzender.